# 瑪瑙寶螺
瑪瑙寶螺（学名：Cypraea onyx）为寶螺科寶螺屬下的一个种。